# 沁园春·长沙

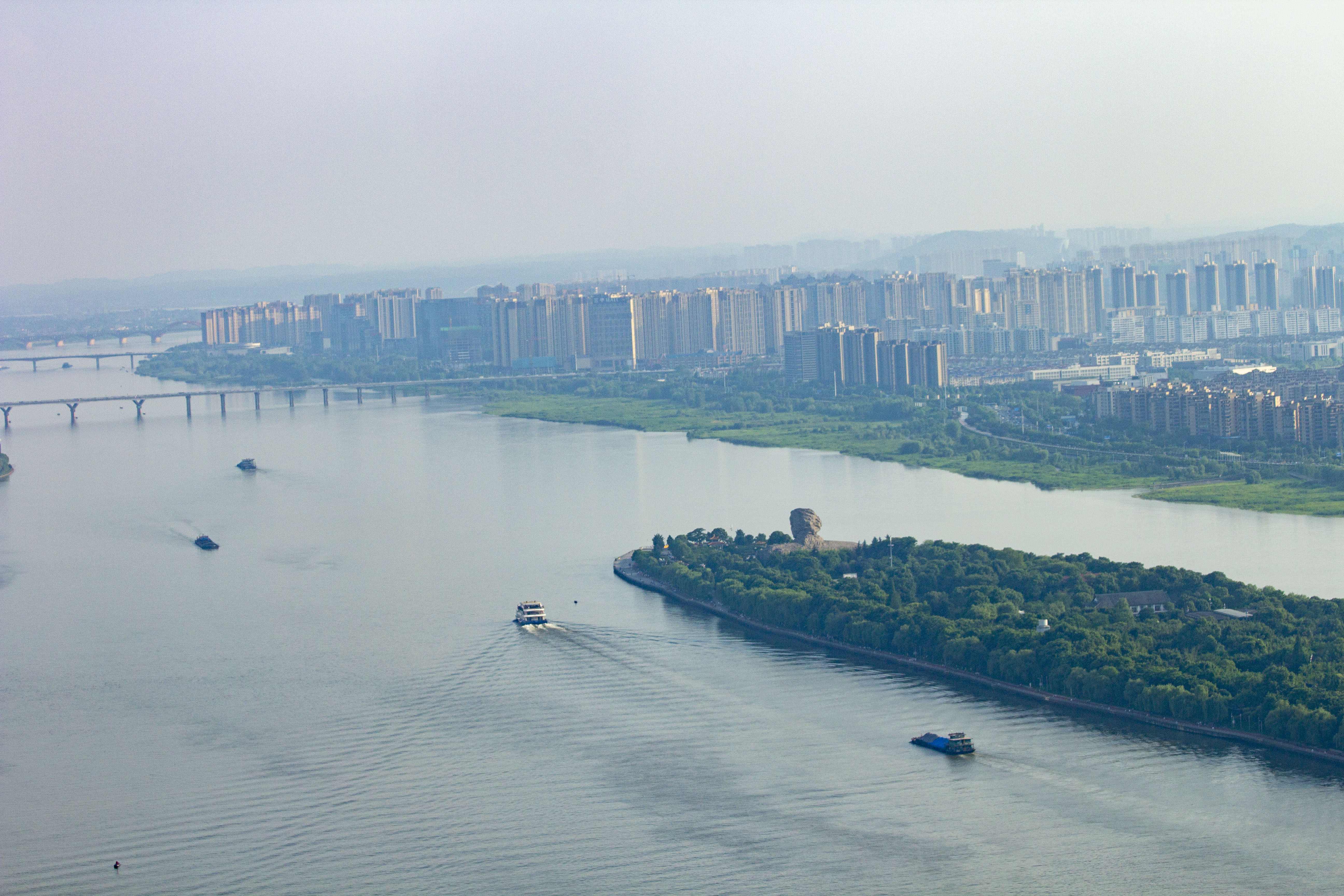
橘子洲毛泽东青年艺术雕塑，眼看万山、层林、漫江、百舸

《沁园春·长沙》，是毛泽东诗词，作于1925年，最早发表在《诗刊》1957年第一期。

## 创作背景
1925年，国民大革命已经开始，省港大罢工爆发，湖南和广东等地农民运动日益高涨。1924年12月，毛泽东因工作過於勞累患病；經中共中央同意，1924年年底偕楊開慧从上海回湖南療養。1925年五卅惨案后，毛泽东结束休养，组织了二十多个农会，直接领导了湖南的农民运动。同时，国共两党的统一战线确立，国民革命政府在广州正式成立。1925年9月，國民政府主席汪精衛因政府事繁，不能兼理中國國民黨中央宣傳部部長職事，於10月5日推薦毛澤東代理宣傳部長。毛泽东赴广州上任途中，在长沙停留之时，重新游历了橘子洲头，看到深秋时节的橘子洲头的景色，想起当时的革命形势，有感而发写下了这首词。

## 诗词内容
全词上阕写景，下阕抒情。上阕从岳麓山、湘江、天空、水底选取实景，远近结合，动静映照，用文字描绘了一幅湘江秋景图，最后一句诗表现毛泽东对主宰国家命运，掌握民族的前途的期望。
下阕通过对战友和战斗生活的回忆和追述，以及不惧怕当时的大军阀敢于反抗，最后三句用象征的手法表现了在革命运动中也可以激流勇进完成革命主宰中华大地。

## 发表
- 1957年，《诗刊》第一期刊载了毛泽东的18首旧体诗词，该词为其中一首。
- 1958年，由叶君健、于宝榘翻译的上述18首词的英译版在《中国文学》第三期发表。

## 相关歌曲
| 谱曲   | 主要演唱者 | 创作时间 | 备注                     |
| ------ | ---------- | -------- | ------------------------ |
| 劫夫   |            |          |                          |
| 孟勇   | 刘一祯     |          | 刘一祯2011年推出单曲MV   |
| 李边壁 | 耿其昌     |          | 京剧                     |
| 冉茂华 |            |          | 发表于《歌曲》2010年05期 |

## 相关影视
- 电视剧《恰同学少年》及小说：2007年电视剧及小说，剧名源于该词的一句，该剧讲述了毛泽东1913年-1918年在湖南第一师范求学的经历。主角毛泽东由谷智鑫饰演。
- 电视剧《中流击水》：2021年电视剧，剧名也源于该词的一句。
- 电视剧《问苍茫》：2023年电视剧，剧名也源于该词的一句。
- 毛泽东青年艺术雕塑，坐落于词中提到的长沙“橘子洲头”，建成于2009年12月26日，为毛泽东1925年时形象。